# Alireza Avayi
Seyyed Alireza Avayi (en persan : سید علیرضا آوایی), né le 20 mai 1956 à Dezfoul, est un procureur et un homme politique iranien conservateur de premier plan. Il est ministre de la Justice (en) de 2017 à 2021 sous la présidence de Hassan Rohani.
Il a auparavant occupé divers postes dans le système judiciaire iranien, notamment celui de chef du Bureau du recensement (fa), de chef du pouvoir judiciaire de la province de Téhéran (2005-2014), de procureur d'Ahvaz (1988) et de juge en chef de la Cour suprême,,,,. Il est membre fondateur et président du Conseil d'administration de l'association iranienne des études juridiques fondamentales, qui est le premier organisme national et transnational de la société civile dans le système judiciaire iranien.

## Carrière
Avayi est employé par le système judiciaire depuis la veille de la révolution iranienne et a été l'un des plus éminents magistrats d'Iran. Les postes qu'il a occupé sont les suivants : 
- Procureur public et procureur révolutionnaire de Dezfoul entre 1979 et 1983 puis entre 1986 et 1988.
- Procureur public et procureur révolutionnaire du Kordestan entre 1983 et 1986.
- Procureur public et procureur révolutionnaire d'Ahvaz entre 1988 et 1994.
- Chef du pouvoir judiciaire de la province du Lorestan entre 1994 et 1998.
- Chef du pouvoir judiciaire de la province de Markazi entre 1998 et 2002.
- Chef du pouvoir judiciaire de la province d'Ispahan entre 2002 et 2005.
- Chef du pouvoir judiciaire de la province de Téhéran entre 2005 et 2014.
- Juge en chef de la Cour suprême en 2014.
- Vice-ministre de l'intérieur et chef du Bureau du recensement (fa) en 2015.
- Chef du bureau spécial d'enquête du président de la République islamique en 2016.
- Ministre de la Justice (en) entre 2017 et 2021.

## Implication dans l'exécution des prisonniers politiques de 1988

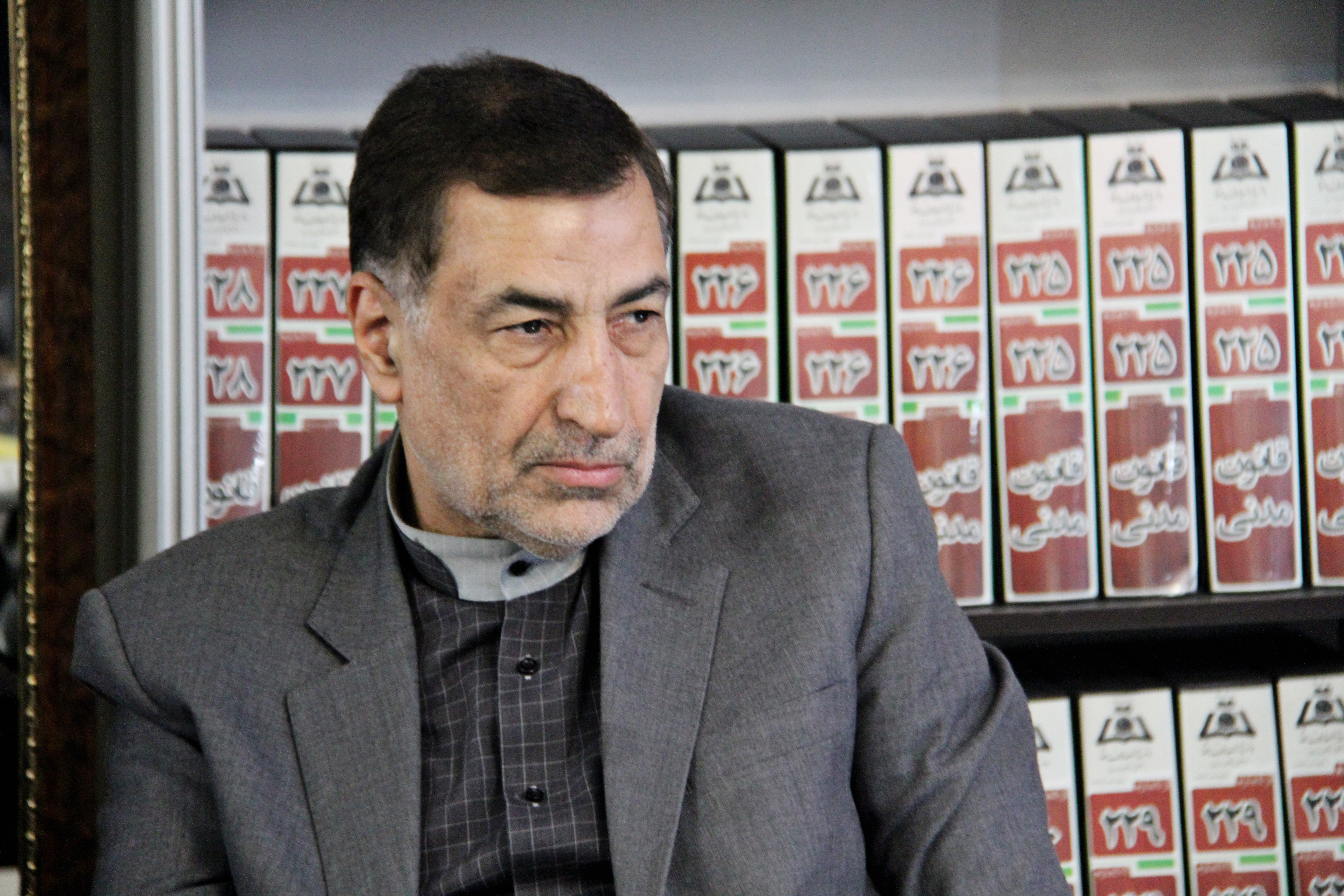
Seyyed Alireza Avayi au Iranian Law and Legal Research Institute.

En tant que procureur général de Dezfoul, Alireza Avayi était chargé d'enquêter sur les cas des prisonniers politiques en 1988 et a été impliqué dans la condamnation à mort de ces derniers. En décembre 2018, Amnesty International a publié un rapport détaillé sur les exécutions de 1988, qualifiant ces dernières de « crime contre l'humanité » et accusant Alireza Avayi d'avoir été à la tête d'une « commission de la mort » à Dezfoul. Selon Amnesty International, c'est près de 5 000 personnes (dont des dizaines à Dezfoul) qui ont été exécutées en quelques semaines lors de cette purge.

## Sanctions de l'Union européenne
Dans une décision datée du 10 octobre 2011, l'Union européenne a interdit l'entrée sur son sol à vingt-neuf dignitaires iraniens, dont Seyyed Alireza Avayi. Cette décision gèle également tous les avoirs en Europe de ces fonctionnaires jusqu'à nouvel ordre. La déclaration de l'UE tient Alireza Avayi pour responsable des violations des droits de l'homme (arrestations arbitraires, négations des droits des prisonniers, hausse du nombre d'exécutions capitales) dans le système judiciaire de la province de Téhéran. 
Le 27 février 2018, Alireza Avayi s'est rendu à la trente-septième réunion du Conseil des droits de l'homme des Nations Unies pour y représenter l'Iran. En réaction à sa venue, certains diplomates (parmi lesquels, la ministre des affaires étrangères de la Suède, Margot Wallström) ont quitté la salle du conseil en signe de protestation. Au même moment, environ 150 personnes manifestaient devant l'Office des Nations Unies à Genève avec des pancartes hostiles à la République islamique et des slogans dénonçant Avayi.  

## Vie privée
Alireza Avayi est le petit-frère d'Ahmad Avayi (fa), ex-représentant de la circonscription de Dezfoul au Madjles et ancien vice-ministre de l'Industrie.